# Carlo Roberti
Carlo Roberti (ur. w 1605 w Rzymie, zm. 14 lutego 1673 tamże) – włoski kardynał.

## Życiorys
Urodził się w 1605 w Rzymie. Studiował teologię i filozofię, a następnie został referendarzem Trybunału Obojga Sygnatur i relatorem Świętej Konsulty. 2 grudnia 1658 roku został wybrany tytularnym arcybiskupem Tarsu, a sześć dni później przyjął sakrę. W tym samym roku został nuncjuszem w Sabaudii, a cztery lata później – we Francji. 15 lutego 1666 roku został kreowany kardynałem in pectore. Jego nominacja na kardynała prezbitera została ogłoszona na konsystorzu 7 marca 1667 roku i nadano mu kościół tytularny Santa Maria in Ara Coeli. W tym samym roku został legatem w Romandioli. Zmarł 14 lutego 1673 roku w Rzymie.